# Rihards Kozlovskis

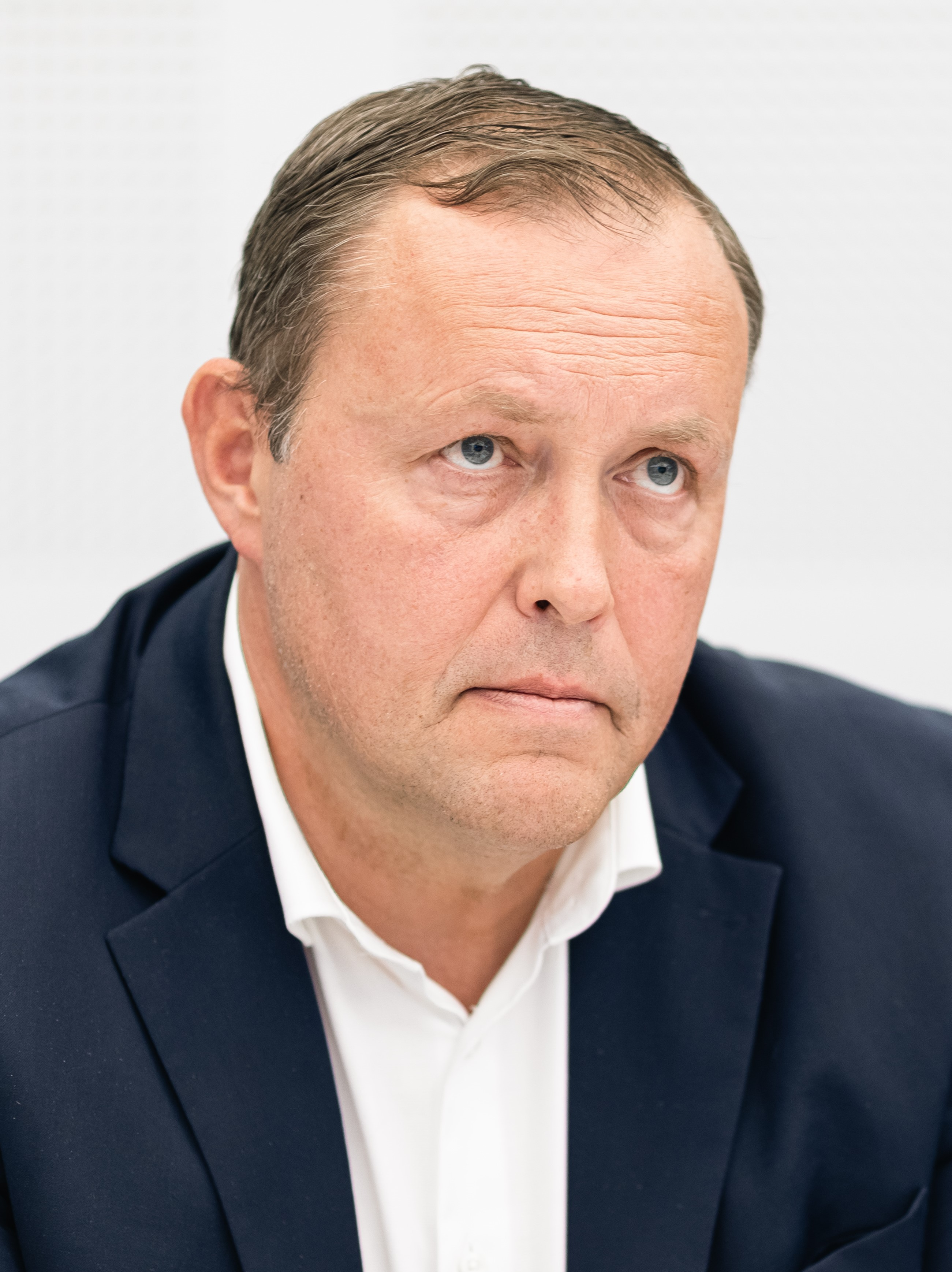
Rihards Kozlovskis (2023)

Rihards Kozlovskis (* 26. Mai 1969 in Riga) ist ein lettischer Politiker der Vienotība.

## Leben
Rihards Kozlovskis wurde 1969 in Riga, der damaligen Hauptstadt der Lettischen SSR geboren. Sein Abitur legte er 1987 an einem Sportgymnasium in der Nähe seiner Geburtsstadt ab und studierte anschließend bis 1993 an einer Sporthochschule in Riga.
Nach der Wiederherstellung der staatlichen Unabhängigkeit Lettlands begann er seine Karriere beim 1. Polizei-Bataillon des Innenministeriums. Dort stieg er im Februar 1991 zunächst als Juniorinspektor ein, beendete die Tätigkeit aber bereits drei Monate später. Allerdings wurde er im selben Jahr Inspekteur des Sicherheitsdienstes der Regierung und arbeitete dort bis 1993. Anschließend war er noch für verschiedene andere Sicherheitsdienste tätig und studierte von 1995 bis 2003 nebenher an der juristischen Fakultät der Universität Lettlands. Nach seinem dortigen Abschluss war er von 2005 bis 2007 im lettischen Verteidigungsministerium tätig und arbeitete danach als Rechtsanwalt.

### Politiker
Von 2011 bis 2014 war Kozlovskis Mitglied der Reformu partija. Von dieser wurde er nach der Parlamentswahl in Lettland 2011 in der Nachfolge von Linda Abu Meri als neuer Innenminister vorgeschlagen und als Teil des Kabinett Dombrovskis III bestätigt. Dieselbe Position übernahm er auch im folgenden Kabinett Straujuma I.
Seit 2014 ist er Mitglied der Partei Vienotība und konnte für diese bei der  Parlamentswahl im selben Jahr ein Abgeordnetenmandat in der Saeima erringen. Im Kabinett Straujuma II übernahm er daraufhin wieder das Innenressort und leitete dieses auch im Kabinett Kučinskis.
Bei der Wahl 2018 musste seine Partei starke Verluste hinnehmen. Kozlovskis gelang es nicht, sein Abgeordnetenmandat zu verteidigen. Nachdem seine Parteifreunde Jānis Reirs und Edgars Rinkēvičs als Minister im neuen Kabinett Kariņš auf ihre Mandate verzichtet hatten, übernahm er allerdings als Nachrücker einen der frei gewordenen Parlamentssitze.
Bei der Parlamentswahl 2022 konnte die Vienotība wieder deutliche Zugewinne verbuchen und Kozlovskis sein Mandat direkt verteidigen. Nach dem Rücktritt der zweiten Regierung von Krišjānis Kariņš, übernahm er ab September 2023, im Kabinett Siliņa, erneut den Posten des Innenministers.